# Транспорт Ірану
Транспорт Ірану представлений автомобільним , залізничним , повітряним , водним (морським, річковим і озерним)  і трубопровідним , у населених пунктах  та у міжміському сполученні діє громадський транспорт пасажирських перевезень. Площа країни дорівнює 1 648 195 км² (18-те місце у світі). Форма території країни — компактна; максимальна дистанція з півночі на південь — 2215 км, зі сходу на захід — 1370 км. Географічне положення Ірану дозволяє країні контролювати транспортні шляхи з Близького Сходу до Центральної і Південної Азії, гирло Перської затоки, сполучення між регіонами Перської затоки і Каспійського моря.

## Автомобільний
Загальна довжина автошляхів в Ірані, станом на 2010 рік, дорівнює 198 866 км, з яких 160 366 км із твердим покриттям (1 948 км швидкісних автомагістралей) і 38 500 км без нього (26-те місце у світі).

## Залізничний
Загальна довжина залізничних колій країни, станом на 2014 рік, становила 8 484 км (24-те місце у світі), з яких 94 км широкої 1676-мм колії, 8 3895 км стандартної 1435-мм колії (1895 км електрифіковано).

## Повітряний
У країні, станом на 2013 рік, діє 319 аеропортів (22-ге місце у світі), з них 140 із твердим покриттям злітно-посадкових смуг і 179 із ґрунтовим. Аеропорти країни за довжиною злітно-посадкових смуг розподіляються так (у дужках окремо кількість без твердого покриття):
- довші за 10 тис. футів (>3047 м) — 42 (1);
- від 10 тис. до 8 тис. футів (3047-2438 м) — 29 (2);
- від 8 тис. до 5 тис. футів (2437—1524 м) — 26 (9);
- від 5 тис. до 3 тис. футів (1523—914 м) — 36 (135);
- коротші за 3 тис. футів (<914 м) — 7 (32)[1].

У країні, станом на 2015 рік, зареєстровано 15 авіапідприємств, які оперують 228 повітряними суднами. За 2015 рік загальний пасажирообіг на внутрішніх і міжнародних рейсах становив 15,0 млн осіб. За 2015 рік повітряним транспортом було перевезено 107,3 млн тонно-кілометрів вантажів (без врахування багажу пасажирів).
У країні, станом на 2013 рік, споруджено і діє 26 гелікоптерних майданчиків.
Іран є членом Міжнародної організації цивільної авіації (ICAO). Згідно зі статтею 20 Чиказької конвенції про міжнародну цивільну авіацію 1944 року, Міжнародна організація цивільної авіації для повітряних суден країни, станом на 2016 рік, закріпила реєстраційний префікс — EP, заснований на радіопозивних, виділених Міжнародним союзом електрозв'язку (ITU). Аеропорти Ірану мають літерний код ІКАО, що починається з — OI.

## Водний

### Морський
Головні морські порти країни: Бендер-Асалуе, Бендер-Аббас, Бендер-Емам. Річний вантажообіг контейнерних терміналів (дані за 2011 рік): Бендер-Аббас — 2,75 млн контейнерів (TEU).

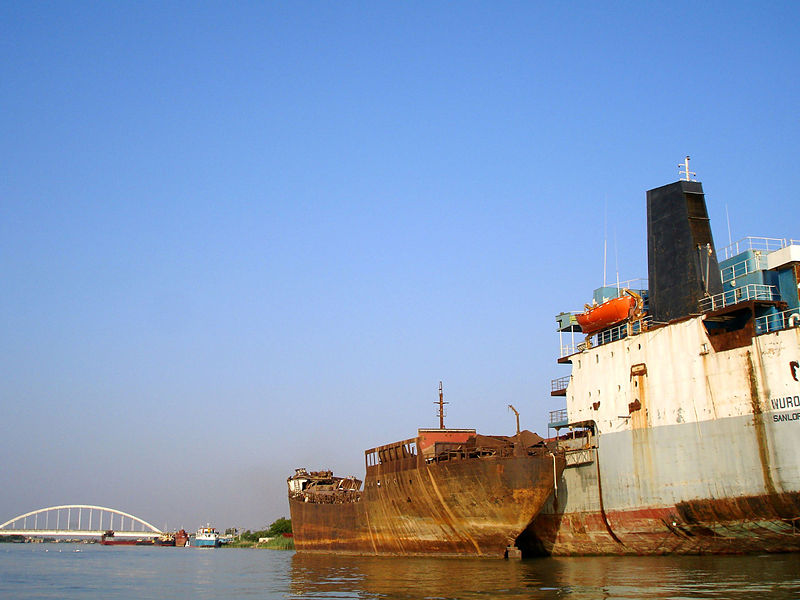
Покинуте судно і міст через Карун в Хорремшехрі

Морський торговий флот країни, станом на 2010 рік, складався з 76 морських суден з тоннажем понад 1 тис. реєстрових тонн (GRT) кожне (60-те місце у світі), з яких: балкерів — 8, суховантажів — 51, танкерів для хімічної продукції — 3, контейнеровозів — 4, газовозів — 1, вантажно-пасажирських суден — 3, нафтових танкерів — 2, рефрижераторів — 2, ролкерів — 2.
Станом на 2010 рік, кількість морських торгових суден, що ходять під прапором країни, але є власністю інших держав — 2 (Об'єднаних Арабських Еміратів); зареєстровані під прапорами інших країн — 71 (Барбадосу — 5, Кіпру — 10, Гонконгу — 3, Мальти — 48, Панами — 5).

### Річковий
Загальна довжина судноплавних ділянок річок і водних шляхів, доступних для суден з дедвейтом більше за 500 тонн, 2012 року становила 850 км (69-те місце у світі). Головна водна транспортна артерія країни — річка Карун. Судноплавне гірське солоне озеро Урмія.

## Трубопровідний
Загальна довжина газогонів у Ірані, станом на 2013 рік, становила 21,75 тис. км; трубопроводів зрідженого газу — 570 км; нафтогонів — 8 625 км; продуктогонів — 7 937 км.

## Державне управління
Держава здійснює управління транспортною інфраструктурою країни через міністерство шляхів і міського розвитку. Станом на 8 серпня 2016 року міністерство в уряді Есхака Джахангірі очолював Аббас Ахмад Ахунді.

### Українською
- Атлас. 10-11 клас. Економічна і соціальна географія світу / упорядники :  О. Я. Скуратович, Н. І. Чанцева. — К. : ДНВП «Картографія», 2010. — ISBN 978-966-475-639-3.
- Атлас світу / голов. ред. І. С. Руденко ; зав. ред. В. В. Радченко ; відп. ред. О. В. Вакуленко. — К. : ДНВП «Картографія», 2005. — 336 с. — ISBN 9666315467.
- Безуглий В. В. Економічна і соціальна географія зарубіжних країн : Навчальний посібник. — К. : ВЦ «Академія», 2007. — 704 с. — ISBN 978-966-580-239-6.
- Безуглий В. В., Козинець С. В. Регіональна економічна і соціальна географія світу : Навчальний посібник. — видання 2-ге, доп., перероб. — К. : ВЦ «Академія», 2007. — 688 с. — ISBN 966-580-144-9.
- Головченко В., Кравчук О. Країнознавство: Азія, Африка, Латинська Америка, Австралія і Океанія. — К., 2006. — 335 с. — ISBN 966-8939-04-2.
- Дахно І. І. Країни світу: Енциклопедичний довідник / І. І. Дахно, С. М. Тимофієв. — К. : Мапа, 2011. — 606 с. — (Бібліотека нового українця) — ISBN 978-966-8804-23-6.
- Дахно І. І. Економічна географія зарубіжних країн : навчальний посібник. — К. : Центр учбової літератури, 2014. — 319 с. — ISBN 978-611-01-0682-5.
- Дорошенко В. І. Географія транспорту : Навчальний посібник / В. І. Дорошенко, К. Д. Діденко. — К. : Київський нац. ун-т ім. Т. Шевченка, 2010. — 183 с. — ISBN 978-966-439-329-1.
- Дубович І. А. Країнознавчий словник-довідник. — 5-те вид., перероб. і доп. — К. : Знання, 2008. — 839 с. — ISBN 978-966-346-330-8.
- Економічна і соціальна географія країн світу : Навчальний посібник / За ред. С. П. Кузика. — Л. : Світ, 2002. — 672 с. — ISBN 966-603-178-7.
- Зарубіжна транспортна географія : навчальний посібник / уклад. : Петрашевський О. Л. и др. — К. : Національний транспортний університет, 2015. — 95 с. — ISBN 978-966-632-227-5.
- Ігнатьєв П. М. Країнознавство: Країни Азії. — Ч. : Книги-ХХІ, 2004. — 383 с. — ISBN 966-8029-53-4.
- Книш М. М., Мамчур О. І. Регіональна економічна і соціальна географія світу (Латинська Америка та Карибські країни, Африка, Азія, Океанія) : навч. посіб. — Л. : ЛНУ ім. Івана Франка, 2013. — 368 с. — ISBN 978-617-10-0007-0.
- Юрківський В. М. Регіональна економічна і соціальна географія. Зарубіжні країни : Підручник. — К. : Либідь, 2001. — 416 с. — ISBN 966-06-0092-5.

### Англійською
- (англ.) Modern Transport Geography / Hoyle, B. and R. Knowles (eds). — Second Edition,. — London : Wiley, 1998.
- (англ.) Rodrigue, J-P. The Geography of Transport Systems. — Fourth Edition. — N. Y. : Routledge, 2017. — 440 с. — ISBN 978-1138669574.
- (англ.) Taaffe E. J., Gauthier H. L. and O'Kelly M. E. Geography of transportation. — Second Edition. — N. Y. : Prentice Hall, 1996. — ISBN 0-13-368572-1.
- (англ.) Black, W. Transportation: A Geographical Analysis. — N. Y. : Guilford, 2003.

### Російською
- (рос.) Максаковский В. П. Географическая картина мира. Книга I: Общая характеристика мира. — М. : Дрофа, 2008. — 495 с. — ISBN 978-5-358-05275-8.
- (рос.) Максаковский В. П. Географическая картина мира. Книга II: Региональная характеристика мира. — М. : Дрофа, 2009. — 480 с. — ISBN 978-5-358-06280-1.
- (рос.) Физико-географический атлас мира. — М. : Академия наук СССР и главное управление геодезии и картографии ГГК СССР, 1964. — 298 с.
- (рос.) Шаповал Н. С. Транспортная география и транспортные системы мира : учебное пособие. — К. : Центр учбової літератури, 2006. — 188 с. — ISBN 000-0000-00-4.
- (рос.) Экономическая, социальная и политическая география мира. Регионы и страны / под ред. С. Б. Лаврова, Н. В. Каледина. — М. : Гардарики, 2002. — 928 с. — ISBN 5-8297-0039-5.
- (рос.) Энциклопедия стран мира / глав. ред. Н. А. Симония. — М. : НПО «Экономика» РАН, отделение общественных наук, 2004. — 1319 с. — ISBN 5-282-02318-0.